# 제주땃쥐
제주땃쥐(학명" Crocidura dsinezumi)는 대한민국 제주 그리고 일본에서 발견되는 땃쥐류의 일종이다. 널리 분포하며, 국제 자연 보전 연맹(IUCN)에서 "관심대상"(least concern)으로 분류하고 있다.

## 같이 보기
- 한국의 포유동물